# 1980-as labdarúgó-Európa-bajnokság (döntő)
Az 1980-as labdarúgó-Európa-bajnokság döntőjét a római Olimpiai Stadionban játszották 1980. június 22-én. A mérkőzés győztese nyerte a 6. labdarúgó-Európa-bajnokságot. Az egyik résztvevő az 1972-es Európa-bajnok NSZK volt, ellenfele pedig Belgium. A mérkőzést az NSZK 2–1-re, és történetének második Európa-bajnoki címét szerezte. Az NSZK lett az első válogatott, amely két Európa-bajnokságot nyert.

## Út a döntőig

### Eredmények
| Hely. | Csapat          | M | P |
| ----- | --------------- | - | - |
| 1.    | Belgium         | 3 | 4 |
| 2.    | Olaszország (R) | 3 | 4 |
| 3.    | Anglia          | 3 | 3 |
| 4.    | Spanyolország   | 3 | 1 |

| Hely. | Csapat        | M | P |
| ----- | ------------- | - | - |
| 1.    | NSZK          | 3 | 5 |
| 2.    | Csehszlovákia | 3 | 3 |
| 3.    | Hollandia     | 3 | 3 |
| 4.    | Görögország   | 3 | 1 |

## A mérkőzés
| 1980. június 22. 20:30 |

| Belgium                     | 1–2               | NSZK             |
| --------------------------- | ----------------- | ---------------- |
| Vandereycken 75' (11-esből) | (0–1) Jegyzőkönyv | Hrubesch 10' 88' |

| Olimpiai Stadion, Róma Nézőszám: 47 864 Játékvezető: Nicolae Rainea (román) |

| Belgium | NSZK |

| GK                   | 12 | Jean-Marie Pfaff      |           |
| DF                   | 2  | Eric Gerets           |           |
| DF                   | 3  | Luc Millecamps        | Sárga lap |
| DF                   | 4  | Walter Meeuws         |           |
| DF                   | 5  | Michel Renquin        |           |
| MF                   | 6  | Julien Cools          |           |
| MF                   | 7  | René Vandereycken     | Sárga lap |
| MF                   | 8  | Wilfried van Moer     |           |
| FW                   | 9  | François Van der Elst | Sárga lap |
| MF                   | 17 | Raymond Mommens       |           |
| FW                   | 11 | Jan Ceulemans         |           |
| Szövetségi kapitány: |    |                       |           |
| Guy Thys             |    |                       |           |

| GK                   | 1  | Harald Schumacher     |           |     |
| SW                   | 15 | Uli Stielike          |           |     |
| CB                   | 4  | Karlheinz Förster     | Sárga lap |     |
| CB                   | 5  | Bernard Dietz         |           |     |
| RWB                  | 20 | Manfred Kaltz         |           |     |
| LWB                  | 2  | Hans-Peter Briegel    |           | 55' |
| CM                   | 10 | Hansi Müller          |           |     |
| CM                   | 6  | Bernd Schuster        |           |     |
| AM                   | 8  | Karl-Heinz Rummenigge |           |     |
| CF                   | 9  | Horst Hrubesch        |           |     |
| CF                   | 11 | Klaus Allofs          |           |     |
| Cserék:              |    |                       |           |     |
| DF                   | 12 | Bernhard Cullmann     |           | 55' |
| Szövetségi kapitány: |    |                       |           |     |
| Jupp Derwall         |    |                       |           |     |

| Az 1980-as labdarúgó-Európa-bajnokság győztese |
| ---------------------------------------------- |
| NSZK 2. cím                                    |